# Molly & Mops
Molly & Mops ist eine deutsch-österreichische Fernseh-Filmkomödie aus dem Jahr 2006. Es ist der erste von drei Filmen um eine leidenschaftliche junge Zuckerbäckerin, die einen sprechenden Mops als Begleiter, Gehilfen sowie als Spürnase hat. Die Erstausstrahlung erfolgte im April 2007 auf ZDF und ORF.

## Handlung
Molly ist auf ihrem elterlichen Bauernhof eine große Zuckerbäckerin. Sie träumt von einem eigenen Geschäft in Wien. Alle lieben sie, nur ihr Freund Flo nicht mehr, denn er lernte in der Stadt eine andere kennen und sie heiraten will, wobei Molly zuerst glaubte, Flo würde ihr einen Heiratsantrag machen. Daraufhin ist Molly gänzlich unglücklich und will nur fort von ihrem Hof, nur von ihrer Oma, die ebenfalls Zuckerbäckerin ist, nimmt sie schwer Abschied. Molly hat auch immer Halluzinationen, dass ihr wegen ihrer dicken Figur komische Sachen passieren. Oma Klaras Liebhaber ist Herr Buchleitner. Als Molly bereit ist, abzureisen, gibt die besorgte Oma ihr Geld und ihr altes Kochbuch mit. Im Zug nach Wien lernt sie eine vermeintliche Nonne kennen, der Molly ihr Schicksal ausspricht. Durch ein Missgeschick erblickt die Nonne Mollys Geld und als Molly auf die Toilette muss, sind sie in Salzburg und eine Fahrscheinkontrolle findet statt. Die Nonne erweist sich nun als Diebin. Molly erkennt, dass die falsche Nonne ihr Geld, sowie Fahrkarte und Omas Kochbuch gestohlen hat. Für Molly beginnt nun eine wilde Verfolgungsjagd am Bahnhof Salzburg, doch die Nonne entkommt ihr mit der Diebesbeute. Molly steht nun hilflos und alleine in Salzburg. Am Bahnhof begegnet ihr ein sprechender Hund bzw. Mops, mit dem sie sich anfreundet und sich vorerst in der Küche eines Restaurants verlaufen hat. Der Chefkoch will sie vorerst verweisen, doch der Kellner bietet ihr einen Platz an. Molly bestellt zuerst einen Mocca, doch danach bestellt sie eine Vielzahl an Speisen, die sie alle verzehrt und auch Mops bekommt davon seinen Anteil. Mops stiehlt allerdings auch immer aus der Küche das Fleisch. Molly übernachtet in der Küche und der Kellner bietet ihr einen Arbeitsplatz als Konditorin an, doch der Chefkoch behandelt sie unfair. Auch wird ihr eine billige Dienstwohnung in der Altstadt angeboten, von der sie nicht gerade begeistert ist und Molly schleppt Mops im Rucksack mit. Beim Einkauf am Markt trifft sie durch einen kleinen Autounfall erstmals ihren neuen Freund Sascha, der einen Marktstand beschädigt. Währenddessen hat sich Mops mit Saschas Hund angefreundet. Sascha ist Taxifahrer und Saxophonist. Als sie mit ihrer Oma telefoniert, will Oma prüfen, ob das Kochbuch noch vorhanden ist, doch Oma geht auf Mollys Schwindel nicht ein und muss ihr die Wahrheit vom Diebstahl der ihr widerfuhr, sagen. Später macht sich Molly auf die Suche nach der falschen Nonne, die ihr Geld gestohlen hat. Sie findet heraus, dass die angebliche Nonne eine Friseuse ist und als Molly den Friseursalon betritt, versteckt sich die Diebin und wird sie von der Chefin sehr unfreundlich empfangen und wird fortgejagt. Auch Oma Klara hat Probleme mit einer Hypothek, die auf ihrem Wald lastet. Ihr Liebhaber arbeitet nur am Schalter einer Bank und kann ihr keinen Kredit verschaffen. Später spielt er im Lotto und hat nur 3 richtige Zahlen. Auf der Bahnhofstoilette lernt Molly durch Zufall ihre türkische Freundin Azra kennen, die heimlich Medizin studiert. Mit ihr sie nachher in der Wohnung. Danach sind Molly und Azra bei Saschas Saxophonauftritt und später schläft er mit Molly. Azra wird aber von ihrem ersten Mal enttäuscht und ist zunächst eifersüchtig.
Gabi Lechner, die falsche Nonne, hat inzwischen das Geld für ihre Schönheitsoperation beisammen und bekommt einen Platz in der Klinik. Als Sascha und Molly ihr in die Klinik folgen, fordert Molly von Gabi das Geld an der Rezeption mit Gewalt zurück, doch Gabi behauptet Molly nicht zu kennen, worauf Molly ausgewiesen wird. Auch in der Küche macht ihr der Chefkoch Probleme, worauf sie ihn mit Schokolade beschüttet und kündigt. Nun stellt Molly daheim ihre Süßwaren her und Azra verkauft sie am Markt. Eines Abends besucht Molly Gaby in der Klinik, gibt sich als ihre Schwester aus und erkennt, warum sie ihr Geld gestohlen hat. Gabi erscheint später in voller Schönheit im Friseursalon, jedoch wird sie von der unfreundlichen Chefin entlassen. Daraufhin rächen sich Molly, Gabi, Azra, Oma Klara und vor allem Mops. Gabi entschuldigt sich bei Molly für den Diebstahl und später will sich Oma Klara eine Frisur machen lassen und will dabei von der Chefin bedient wird. Inzwischen schmuggelt Mops Omas Geldbörse in das Büro der Chefin. Später unterschiebt Oma Klara der Chefin den Diebstahl ihrer Geldbörse und die Chefin wird von der Polizei festgenommen. Der Friseursalon zieht nun aus, und Molly und ihre Freundinnen (darunter Gabi) eröffnen ihr Süßwarenlokal, dass sie Schokolateria nennen. Der Laden weist nun einen guten Geschäftsgang auf. Sascha will nun erneut mit Molly schlafen, doch Molly weist ihn ab und macht Schluss mit Sascha. Am Ende tröstet Mops die Molly.

## Kritiken
Rainer Tittelbach von tittelbach.tv urteilte:  „‚Molly & Mops‘ zeigt, wie man dem gängigen Schönheitsideal trotzen kann und dennoch glücklich wird. Die Story folgt den leidlich ausgetretenen Pfaden telegener Glückssuche – und erzählt doch mehr. Das Zuckerbäckermärchen von der Konditorin, die mit ihren Leckereien und lebensfrohen Pfunden verführt, besitzt einen Charme, der dem Freund leichter und etwas naiver TV-Unterhaltung nicht verborgen bleiben wird. Besonders sympathisch: Produzent & Ko-Autor Peter Hajek suchte für den Film eine echt mollige Molly-Darstellerin!“ „Statt einem Hungerhaken einen Fatsuit umzuschnallen, ist ein Weg in die richtige Richtung.“
Bei Quotenmeter.de wertete Torben Gebhardt etwas zwiegespalten. Zum einen hält er den Produzenten „zu Gute“, mal „mit den allgemeinen Konventionen der TV-Kunst“ zu brechen: „Nämlich eine Thematik und gleichzeitig eine Hauptdarstellerin zu wählen, die nicht den Normen des Fernsehens entsprechen.“ Doch „die Komödie schafft es […] trotzdem nicht, von den bekannten Klischees abzuweichen. So driftet sie allzu oft ins Alberne ab und langweilt mit ihren flachen Dialogen und Handlungssträngen.“ Ebenso negativ sieht er die Rolle des sprechenden Hundes, „dessen weibliche Stimme im österreichischen Dialekt nun gar nicht geeignet erscheint. Hier hätte es vollkommen ausgereicht, den heimlichen Star des Films einfach nebenher laufen zu lassen, anstatt ihn mit dieser Stimme auszustatten.“

## Hintergrund
Für die Rolle der Molly musste sich die Schauspielerin Monika Reithofer mehrfach bewerben, bis sie endlich das „geforderte“ Gewicht auf die Waage brachte.
Die Idee zu dem Film kam dem Produzenten und Autor Peter Hajek beim Stadtbummel in Wien, als ihm auf Werbeplakaten die übertriebene Schlankheit der Models aufgefallen war, während es in den Gesprächen der weniger schlanken "Normalbevölkerung" um ihn herum unentwegt um das richtige Gewicht und die passende Kleidergröße ging.
Als Tiertrainerin wurde US-Trainerin Sue Hanson engagiert, die schon die Schäferhunde für die Serie „Kommissar Rex“ trainiert hatte.

## Fortsetzungen
Michael Karen drehte zwei Fortsetzungen: 2010 zunächst Molly & Mops: Das Leben ist kein Guglhupf, gefolgt von Ein Mops kommt selten allein im Jahr 2011.